# Christine Friebe-Baron
Christine Friebe-Baron (* 1945 in Bad Kudowa, Landkreis Glatz, Provinz Niederschlesien) ist eine deutsche feministische Evangelische Theologin und Autorin. Ihr Buch Weil du nicht geflohen bist vor meiner Angst (1978),  basierend auf ihren Kliniktagebüchern, veröffentlicht im Alter von 33 Jahren, war Teil ihres Engagements für die Enttabuisierung von Depressionserfahrungen im deutschsprachigen Raum.

## Leben
Christine Friebe-Baron wurde im März 1946 mit ihrer Mutter, Großmutter und ihren drei älteren Geschwistern aus ihrer Heimat vertrieben und fand Zuflucht in Rinteln im Weserbergland. Sie studierte Katholische Theologie an den Universitäten Würzburg und Salzburg und wandte sich dann den Universitäten Genf und Nijmegen zu. Sie war die erste Katholikin, die an der Fakultät Calvins promoviert wurde.
Im Jahr 1972 heiratete sie Joachim Friebe (1937‒2024), gebürtig aus Fraustadt in Schlesien und zu dieser Zeit als katholischer Priester im Bistum Hildesheim tätig. Er promovierte 1973 in Nijmegen, und beide konvertierten 1983 zur Evangelischen Kirche. Als Eltern dreier Töchter teilten sie jahrzehntelang Beruf und Haushalt.
Christine Friebe-Baron und ihr Mann arbeiteten gemeinsam an verschiedenen Orten im Bistum Rottenburg-Stuttgart in der katholische Kurseelsorge. Seit 1983 übte sie das Amt einer Pfarrerin in der Evangelischen Kirche von Kurhessen-Waldeck aus. Ihre biographisch-historischen Betrachtungen Ferne Schwestern, ihr seid mir nah (1988) enthalten daher einige Texte, die auf von ihr gehaltene Predigten zurückgehen.

## Werke
- Christine-Elisabeth Baron: Zusammenhang zwischen Taufe und christlichem Leben. In: Ernst Christian Suttner (Hrsg.), Taufe und Firmung. Zweites Regensburger Ökumenisches Symposion. Regensburg: Pustet 1971, S. 217‒223. ISBN 3-7917-0300-5.
- Christine Friebe-Baron: Abendmahlsgemeinschaft als eschatologisches Problem. Diss. Université de Genève, Faculté Autonome de Théologie Protestante 1975 (256 S.). Druckfassung Münster: Universitätsdruckerei, 1975.[5]
- Ingrid Weber-Gast (= Christine Friebe-Baron): Weil du nicht geflohen bist vor meiner Angst. Ein Ehepaar durchlebt die Depression eines Partners. Mit einem Beitrag von Stefan Gast und einem Nachwort von Hans Müller-Fahlbusch. Mainz: Matthias-Grünewald Verlag, 1978 (9. Aufl. 1992). ISBN 978-3-7867-0693-9. Hörfassung von Almuth Murawski, Thessy Schepmann-Kuhls u. Ernst-August Schepmann. Leipzig u. Frankfurt am Main: Deutsche Nationalbibliothek, 2019. Niederländische Übersetzung: Jij bent niet van mij weggelopen. Het verhaal van mijn depressie. Hilversum: Gooi & Sticht, 1986.
- Ingrid Weber-Gast (= Christine Friebe-Baron): Ich nehme zu dir meine Zuflucht. Biblische Meditationen. Mainz: Matthias-Grünewald-Verlag, 1983, ISBN 3-7867-1037-6.
- Christine Friebe-Baron, Ruthard Ott u. Barthold Strätling: Leiden am „Falschen Leben“? Erziehung zu seelischer Gesundheit als Thema der Ehe- und Familienbildungsarbeit (AKF-Berichte; 24). Bonn: Arbeitsgemeinschaft für katholische Familienbildung 1984 (76 S., als Manuskript gedruckt).
- Pflicht und Moral aus der Sicht der Feministischen Theologie. In: Junge Kirche, 49 (1988), H. 7‒8, S. 431‒438.
- Ferne Schwestern, ihr seid mir nah. Begegnungen mit Frauen aus biblischer Zeit. Stuttgart: Kreuz Verlag, 1988 (3. Aufl. [9.‒13. Tsd.] 1989). ISBN 978-3-7831-0915-3.
- Biblische Geschichten neu erzählen: Erfahrungen einer feministischen Theologin. In: Katechetische Blätter. Zeitschrift für Religionsunterricht, Gemeindekatechese, Kirchliche Jugendarbeit, 115 (1990), H. 6: Bibel befreiend erzählen, S. 391‒399.
- Die Beginen oder Von der Gemeinschaft der Frauen. In: Karin Walter (Hrsg.), Sanft und rebellisch. Mütter der Christenheit – von Frauen neu entdeckt. Freiburg im Breisgau, Basel, Wien: Herder, 1990, S. 163‒181.
- Phöbe – wer bist du? Auf der Suche nach Kriterien für eine wirklichkeitsgerechte Darstellung neutestamentlicher Frauengestalten. In: Katechetische Blätter. Zeitschrift für Religionsunterricht, Gemeindekatechese, Kirchliche Jugendarbeit, 120 (1995) H. 7‒8: Bibel ‒ ihre Lücken füllen, S. 493‒498.